# Горбачёва, Наталья Ивановна (баскетболистка)
Наталья Ивановна Горбачева (бел. Наталля Іванаўна Гарбачова; род. 26 марта 1999, Минск) — белорусская баскетболистка, играющая на позиции атакующего защитника. Мастер спорта Республики Беларусь.

## Карьера
Родилась и выросла в городе Минск, там же начала заниматься баскетболом в 2007 году. Первый тренер — Анна Викторовна Малашко. Начинала тренироваться с девочками 1999—2000 годов рождения. Затем Горбачёва получила приглашение играть в РГУОР, где уже в составе были девочки более старшего возраста. Далее играла за команду «Виктория» из города Гродно, резерв и основную команду «Горизонт» (Минск). Дважды с командой стала серебряной и единожды бронзовой призёркой чемпионата Белоруссии. В 2020 году перешла в российский чемпионат, где стала выступать за команду «Вологда-Чеваката». Не сумев закрепиться в составе вернулась в Белоруссию. Сезон 2021/2022 провела за команду «Олимпия» из города Гродно, завоевав серебряные медали. В 2022 году дебютировала в Премьер-лиге в составе «Динамо» (Москва). В сезоне 2022/2023 была одним из лидеров команды.

### В сборной Республики Беларусь
В 2014 году впервые получила вызов в кадетскую национальную команду (U-16). Несколько лет вызывалась в юниорскую (U-18) и молодёжную (U-20) сборную. В 2018 на чемпионате Европы (дивизион B) заняла с молодёжной командой (до 20 лет) второе место (однако в финале с командой Чехии сыграла всего минуту). В 2019 году заняла четвертое место на молодёжном чемпионате мира по баскетболу 3x3, проходившем в Китае. В декабре 2019 году стала стипендиатом Президентского спортивного клуба.
В 2021 и 2023 годах вызывалась в основную национальную команду.

## Достижения
- Серебряный призёр чемпионата Белоруссии: 2017/2018, 2019/2020, 2021/2022.
- Серебряный призёр чемпионата России: 2023/2024.
- Бронзовый призёр чемпионата Белоруссии: 2018/2019.